# Башчаршијске ноћи
Башчаршијске ноћи су летњи фестивал културе који се одржавају сваке године од 1. до 31. јула у Сарајеву. Највећи део програма се одржава у старом делу града, најчешће на централној позорници на платоу преко пута Вијећнице. Сви програми су веома посећени, највише захваљујући отвореним просторима и бесплатном улазу, са више од 150.000 посетилаца на отприлике 40 различитих културних програма.
У програме спада опера, балет, позоришне представе, рок концерти, севдалинке, књижевне вечери, програми за децу, концерти, филмске представе, фолклор и друго.
Уз домаће ансамбле и уметнике и уз гостовање европских и светских група и појединаца, Сарајево као главни град Босне и Херцеговине у месецу јулу постаје центар културе, када цео град одише посебном фестивалском атмосфером.